# علامات الحمض النووي
علامات الحمض النووي هي نوع من تحديد الطب الشرعي. إنها طريقة لتمييز العناصر بطريقة لا يمكن اكتشافها بالعين المجردة. يتم تطبيق علامة حمض نووي ريبوزي منقوص الأكسجين على العنصر ، ويمكن استردادها لتحديد العنصر. في السرقات المشتبه بها ، يمكن أيضًا اختبار المشتبه به لمعرفة آثار علامات الحمض النووي. يمكن استخدام علامات الحمض النووي لمنع سرقة الأشياء التي يصعب تمييزها بأي طريقة أخرى (مثل الكوابل النحاسية). كما يمكن استخدامه للمساعدة في الفصل بين الإلكترونيات الأصلية والمزيفة وأجزاء الاستبدال الأخرى.